# Portillo (Salamanca)
Portillo es una localidad del municipio de Éjeme, en la comarca de Tierra de Alba, provincia de Salamanca, España. 

## Toponimia
Su nombre deriva de Portielo, denominación con la que venía registrada la localidad en el siglo XIII.

## Historia
La fundación de Portillo se remonta a las repoblaciones efectuadas por los reyes leoneses en la Alta Edad Media, que lo ubicaron en el cuarto de Cantalberque de la jurisdicción de Alba de Tormes, dentro del Reino de León.
Con la creación de las actuales provincias en 1833, Portillo, ya dependiente de Éjeme, quedó encuadrado en la provincia de Salamanca, dentro de la Región Leonesa.

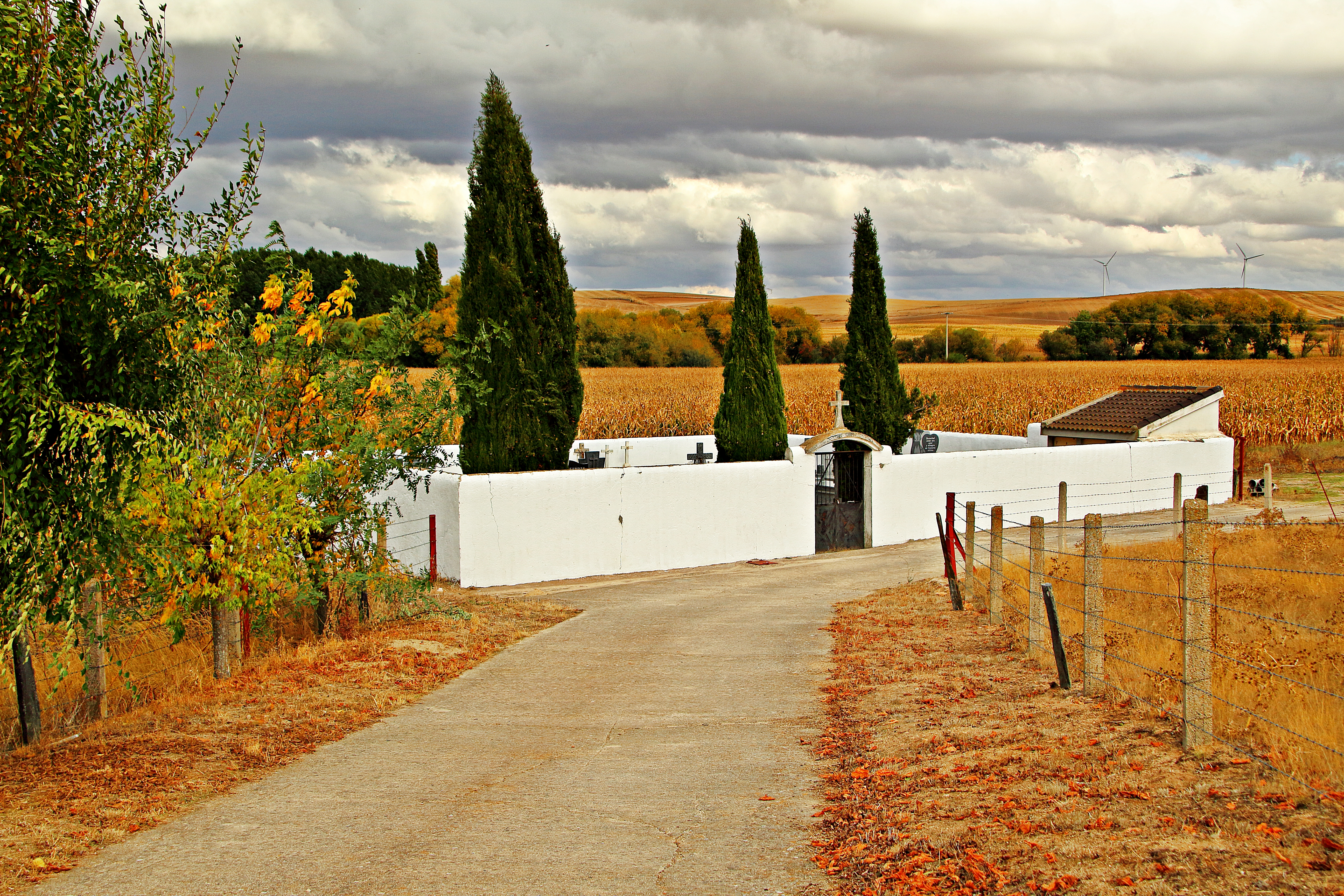
Cementerio de Portillo (Éjeme)

## Demografía
En 2017 Portillo contaba con una población de 49 habitantes, de los cuales 30 eran varones y 19 mujeres (INE 2017).
| Gráfica de evolución demográfica de Portillo entre 2000 y 2017                           |
|                                                                                          |
| Fuente: Instituto Nacional de Estadística de España - Elaboración gráfica por Wikipedia. |